# Hontoria de Cerrato (kommunhuvudort)
Hontoria de Cerrato är en kommunhuvudort i Spanien.   Den ligger i provinsen Provincia de Palencia och regionen Kastilien och Leon, i den centrala delen av landet, 180 km norr om huvudstaden Madrid. Hontoria de Cerrato ligger 747 meter över havet och antalet invånare är 111.
Terrängen runt Hontoria de Cerrato är varierad. Runt Hontoria de Cerrato är det mycket glesbefolkat, med 4 invånare per kvadratkilometer. Närmaste större samhälle är Palencia, 12,9 km nordväst om Hontoria de Cerrato. Trakten runt Hontoria de Cerrato består till största delen av jordbruksmark.